# 阿蒂利亚诺
阿蒂利亚诺（義大利語：Attigliano），是意大利特尔尼省的一个市镇。总面积10.45平方公里，人口1932人，人口密度184.9人/平方公里（2009年）。ISTAT代码为055006。